# کنسول مجازی
کنسول مجازی (Virtual Console) که همچنین با نام ترمینال مجازی (Virtual Terminal) شناخته می‌شود، یک مفهوم از ترکیب کیبورد و صفحه نمایش یک کامپیوتر است. کنسول مجازی یک ویژگی به کار رفته در برخی سیستم عامل‌ها مانند یونکس‌ویر، لینوکس و بی‌اس‌دی می‌باشد که بر اساس آن کنسول سیستم یک کامپیوتر می‌تواند برای سویچ کردن بین چندین کنسول مجازی، برای دسترسی به رابط‌های کاربری مجزا از هم استفاده شود. تاریخچه کنسول مجازی حداقل به سیستم عامل زنیکس در دهه ۱۹۸۰ میلادی بازمی‌گردد.

به عنوان مثال در سیستم عامل فری بی‌اس‌دی هشت کنسول مجازی اول به صورت کنسول متنی و چنانچه رابط گرافیکی کاربر راه اندازی شود به عنوان کنسول نهم سیستم شناخته می‌شود. برای سویچ کردن بین کنسول‌ها از کلیدهای ترکیبی Alt+F1 تا Alt+F8 استفاده می‌شود؛ و برای سویچ کردن به کنسول گرافیکی نهم از کلید ترکیبی Ctrl+Alt+F9 استفاده می‌گردد و برای بازگشت به کنسول‌های متنی باید از ترکیب Ctrl+Alt به همراه یکی از کلیدهای F1 تا F8 استفاده نمود.

امروزه با توجه به استفاده روزافزون از رابط گرافیکی کاربر توسط بیشتر نرم‌افزارها نیاز به کنسول مجازی کمتر شده و هر برنامه‌ای پنجره مربوط به خود را دارد و برنامه‌های متنی می‌توانند در شبیه‌ساز ترمینال اجرا شوند.
در بعضی از توزیع‌های لینوکس مانند دبیان، اوبونتو برای ورود به کنسول مجازی از Ctrl+Alt+F1 تا Ctrl+Alt+F6 و برای جابجایی بین آنها از ←+F1+Alt+Ctrl یا →+F1+Alt+Ctrl و برای ورود به رابط کاربری GUI با Ctrl+Alt+F7 امکان‌پذیر است.